# 松巴
松巴是马拉维南部的城市，位于希雷高地上崇高的松巴高原腳下，是松巴縣的首府，人口约105,013。
在1975年1月12日马拉维迁都以前，松巴一直是尼亚萨兰及马拉维共和国的行政首都。
松巴也是马拉维大学的所在地。